# راده بای هوهنوشتدت
راده بای هوهنوشتدت (به آلمانی: Rade b. Hohenwestedt) یک شهر در آلمان است که در Mittelholstein واقع شده‌است. راده بای هوهنوشتدت ۹۰ نفر جمعیت دارد.